# Pherocera bishopensis
Pherocera bishopensis är en tvåvingeart som beskrevs av Irwin 1983. Pherocera bishopensis ingår i släktet Pherocera och familjen stilettflugor.
Artens utbredningsområde är Kalifornien. Inga underarter finns listade i Catalogue of Life.